# Ерузалем, Зигфрид
Зигфрид Ерузалем (нем. Siegfried Jerusalem; род. 17 апреля 1940) — немецкий оперный певец, героический (вагнеровский) тенор. Широко известен как исполнитель партий Зигфрида, Зигмунда, Лоэнгрина, Парсифаля и Тристана. С начала 1990-х годов исполняет преимущественно немецкие песни, в первую очередь, произведения Р. Штрауса, Г. Малера, Р. Шумана.

## Биография
Зигфрид Ерузалем родился в Оберхаузене (Германия). Учился игре на фортепиано, скрипке и фаготе в Высшей школе Фолькванг в Эссене. Музыкальную деятельность начал в качестве фаготиста в 1961 году в Хофе, затем в течение десяти лет играл в Ройтлингене. С 1971 по 1977 годы работал в Симфоническом оркестре Штутгардского радио. В 1971 году в Штутгарте начал брать уроки вокала у Херты Калькер. В 1975 году Ерузалем должен был играть в оркестре в телевизионной постановке «Цыганского барона», но в последнюю минуту заменил тенора Франко Бонисолли. Этот случай стал началом вокальной карьеры Зигфрида Ерузалема.
Первой большой работой Ерузалема в опере стало исполнение партии Лоэнгрина в 1976 году, в этой роли он выступил в Дармштадте, Ахене, Гамбурге и на Цюрихском фестивале, позднее — в Мюнхене и в Метрополитен-опера в Нью-Йорке. Следующей ролью стала партия Макса в «Вольном стрелке» в Штутгарте. Ерузалем выступал в Байройте c 1977 года; на фестивале 1981 года спел партию Фро («Золото Рейна»), молодого моряка («Тристан и Изольда»), а затем Лоэнгрина, Парсифаля и Вальтера фон Штольцинга («Нюрнбергские мейстерзингеры»). В этом году в Вене Ерузалем пел Парсифаля, в Дрездене — Зигмунда («Валькирия») с Джесси Норман, Тео Адамом и Ивонн Минтон. Помимо выступлений на оперной сцене, Ерузалем участвовал в концертных исполнениях, в частности, «Валькирия» в Дрездене и «Лоэнгрин» в Риме транслировались по международному радио. С 1978 года Зигфрид Ерузалем принят в штат Немецкой оперы в Берлине, имел постоянные контракты со Штутгартской, Цюрихской, Баварской и Венской операми, а также зарубежные ангажементы.
Ерузалем вновь выступил в Байройте с партией Зигфрида в 1988 («Зигфрид») и 1989 («Гибель богов») годах. В 1990 году появился на сцене Метрополитен-опера, где под управлением Джеймса Ливайна спел Зигфрида в обеих операх, а также сложную партию Логе («Золото Рейна»). Спектакли были записаны и изданы на DVD. В 1992 году изданы на DVD и байройтские постановки с Ерузалемом в роли Зигфрида, с участием Грэма Кларка, Энн Эванс и Джона Томлинсона. В 1993 году на Байройтском фестивале Ерузалем дебютировал в роли Тристана, которую впоследствии исполнил в большинстве крупных оперных театров Европы.
Помимо опер Вагнера, репертуар певца включает оперы Моцарта (Тамино в «Волшебной флейте», заглавная роль в «Идоменее») и итальянских композиторов, преимущественно Дж. Верди.
9 октября 1997 года Зигфрид Ерузалем награждён орденом «За заслуги перед Федеративной Республикой Германия». Последнее выступление состоялось в 1999 году с партией Тристана, в Байройте. После завершения сценической карьеры Ерузалем преподаёт в музыкальном колледже в Нюрнберге и выступает с концертами.
Ерузалем - один из крупнейших исполнителей вагнеровского репертуара. Среди записей певца почти все оперы этого композитора, в том числе партии Тристана (дирижер Баренбойм, Teldec), Лоэнгрина (дирижер Аббадо, Deutsche Grammophon) и др.